# Резанов, Иван Гаврилович
Иван Гаврилович (Рязанов) Резанов (1726—1787) — российский государственный деятель, президент Берг-коллегии (1781—1784), сенатор; тайный советник.

## Биография
Родился 21 января (1 февраля) 1726 года в семье генерал-поручика русской императорской армии Гавриила Андреевича Резанова.
На военной службе с 1736 года. «Будучи от армии подполковником», 30 ноября 1762 года он был назначен прокурором в московскую контору Святейшего синода и в этой должности находился до 17 августа 1766 года, но только в 1767 году его сменил С. И. Рожнов.
В 1767—1774 гг., сначала в чине бригадира, он был главным судьёй в Саратовском отделении Канцелярии Опекунства иностранных; 21 апреля 1773 года был пожалован в действительные статские советники. Вице-президент Канцелярии в 1774—1778 гг.
Состоял с 1778 года обер-прокурором в І Департаменте сената и 24 ноября 1780 года был назначен сенатором с производством в тайные советники.
С 1781 по 1786 год занимал пост директора Конторы разделения золота от серебра; в 1781—1784 гг. — президент Берг-коллегии. Был награждён 24 ноября 1782 года орденом Святой Анны 1-й степени. В 1785 году был назначен на пост главного директора Монетных департаментов в Санкт-Петербурге и Москве.
Был уволен от службы 13 июля 1786 года — до выздоровления. На надгробии Резанова на Лазаревском кладбище Александро-Невской лавры значится, что он умер 23 декабря 1787 г.Петербургский некрополь. Т. 3. — С. 558; по-видимому, здесь ошибка в годе и умер он 23 декабря 1797 (3 января 1798) года, так как ещё в Месяцеслове на 1797 г. значится Главным директором Монетного департамента и Конторы разделения золота от серебра, уволенным до выздоровления.